# みのもんたのSOSシリーズ
みのもんたのSOSシリーズ（みのもんたのエスオーエスシリーズ）は、フジテレビ系列で2002年から断続的に放送していたバラエティ番組。司会は冠番組にもなっているみのもんた。

## 概要
日常生活や災害時の危機の対処法や防止策を紹介する危機対処シミュレーション番組。
2002年10月14日から「危機対処シミュレーションバラエティ 危機一髪!SOS」（通称：危機一髪!SOS）として放送開始となる。2003年7月7日に「奇跡の脱出!SOS」としてリニューアルされるが、同年9月8日をもって終了。制作局のフジテレビではいずれも月曜19時に放送していた。レギュラー放送終了後には4度の特番が放送された。
月曜19時枠はローカルセールス枠であるため、遅れネットで対応した局やネットされなかった局がある。また、「奇跡の脱出!SOS」へのリニューアルに伴いネットを打ち切った局もある。
この枠に『ネプリーグ』が移ってくるまで、半年以上かけて放送されたのは本番組が最後。

## 内容
再現VTRで日常生活や災害時の危機的状況を取り上げる。ゲストが対処法をクイズ形式で答えるコーナーと、過去の災害やゲストの危機的状況とその際に行った対処法を取り上げるドキュメンタリーコーナーの2本で構成されていた。
リニューアル後や特番では再現VTRがメインとなりクイズはあまり行われなくなった。
『危機一髪!SOS』は「DEAD OR ALIVE」という副題がついていたが、これは生死を指すことではなく、あくまでも危機的状況の対処法が間違っているのか正しいのかという表現であることを番組の最後に示していた。

## みのもんたのSOSスペシャル

### 第1弾
- 2003年12月28日 19:00～20:54
- 視聴率14.3%(ビデオリサーチ関東広域圏調べ)

### 第2弾　あなたを襲う本当の恐怖SP
- 2004年9月24日　19:00～20:54

### 第3弾　恐怖!東京大地震!生死を分ける（秘）対策スペシャル
- 2005年3月25日　19:00～20:54

### 第4弾
- 2005年9月30日　19:00～20:54
- 内容は地震雲の「"科学的" 検証」等

## スタッフ
- 構成 : 伊藤正宏、そーたに、堀田延、福原フトシ、山名宏和ほか
- 総合演出 : 杉本達
- 編成担当 : 中村百合子（※以前プロデューサー）
- プロデューサー : 松村匠
- 制作 : 吉田正樹
- 技術協力 : ニユーテレス、FLT、アンサーズ、SPOT
- ロケ技術協力 : 共同テレビジョン
- 美術協力 : フジアール、シミズオクト
- 制作協力 : NET WEB、AJITO、NON PRO、サラダボウル、キャップストーン
- 制作 : フジテレビバラエティ制作センター